# Flygtningen (film fra 1917)
 For alternative betydninger, se Flygtningen. (Se også artikler, som begynder med Flygtningen)
Flygtningen (på amerikansk også udgivet som A Maid of Belgium, The Maid of Belgium, A Maid of Flanders og The Refugee) er en amerikansk stumfilm fra 1917 af George Archainbaud.
Filmen havde dansk premiere den 15. oktober 1917 i biografteatret World Cinema i Cirkusbygningen i København.

## Medvirkende
- Alice Brady som Adoree
- Louise de Rigney som Claire Hudson
- George MacQuarrie som Roger Hudson
- Richard Clarke som Rollins
- Lotta Burnell som Joan